# Józef Żyliński
Józef Żyliński (Vilnius, 7 dicembre 1920 – Łódź, 19 agosto 2014) è stato un cestista e allenatore di pallacanestro polacco.
Era il marito di Krystyna Paprota.

## Carriera
Ha disputato gli Europei del 1947 con la Polonia.

## Palmarès

### Giocatore
- Campionato polacco: 2

ŁKS Łódź: 1947-48, 1952-53